# Google Wave
Google Wave (произносится «Гугл Вэйв», перевод с англ. «Волна») — экспериментальное универсальное средство коммуникации, работающее через веб-браузер, а также созданные для этого технологии и программное обеспечение, разработанные Google. Google Wave была призвана соединить в себе функции электронной почты, мгновенной передачи сообщений, чата, веб-форума, вики, совместного создания и редактирования документов с системой управления версиями и социальной организацией сети. В настоящее время сервис закрыт.

## История
Работа над проектом началась в 2007 году. Основными разработчиками программного обеспечения были братья Ларс и Йенс Расмуссены, также являвщиеся главными разработчиками Google Maps. Менеджером проекта Google Wave была Стефани Хэннон.
Проект представлен Google на конференции Google I/O в Сан-Франциско 28 мая 2009 года.
Запуск программы был намечен на вторую половину 2010 года. До этого момента проект находился в стадии полуоткрытого бета-тестирования (доступ осуществлся только по приглашениям), в которое уже было приглашено около миллиона человек. Желающие принять участие могли оставить заявки на официальном сайте. Приглашённые компанией Google или участники, подавшие заявки, могли пригласить еще нескольких пользователей каждый. Приглашения не гарантировали возможности сразу получить доступ к сервису.
18 мая 2010 г. Google Wave стал доступен для свободной регистрации.
С 31 января по 29 апреля 2012 г. Google Wave был доступен только для чтения.
30 апреля 2012 г. Google Wave был закрыт.

### Прекращение разработки
4 августа 2010 года в официальном блоге Google Wave старший вице-президент по операциям Google Урс Хёльцле сообщил о прекращении разработки Google Wave как самостоятельного продукта. Основанием для отказа от Google Wave названо то, что Google Wave не получил достаточно широкого распространения. Сразу после прекращения разработки был создан сайт, призывающий корпорацию Google сохранить проект Google Wave.
Проект был неоднозначно воспринят пользователями по всему миру: Google Wave оказался отличным средством для совместной работы, а как замена сервисам мгновенных сообщений или блогам (как это преподносилось на презентации проекта) он подходил мало.
После прекращения разработки и поддержки Google Wave сам сервис с 31 января по 29 апреля 2012 г. был доступен в режиме «только чтение», а пользователям предлагалось экспортировать волны с помощью функции «экспорт в PDF». 30 апреля 2012 г. проект перестал быть доступен.

## Описание
На минимальном уровне «волна» представляла собой электронное сообщение (аналог мгновенного сообщения или сообщения электронной почты), направленное единственному абоненту. Последний мог либо ответить на полученное сообщение в любом его месте, либо непосредственно отредактировать любой фрагмент (аналог совместной работы над документами). При этом «волна» могла содержать не только форматированный текст, но и изображения, видео, электронные таблицы, презентации, а также встраиваемые «гаджеты» – мини-приложения, например: Google Maps, опросы, доски для совместного рисования (whiteboards).

## Использование
В «волну» можно было добавлять новых участников, причем благодаря функции «Воспроизведение» (англ. Playback) они могут просмотреть весь процесс формирования и модификации волны с самого начала. Возможно одновременное редактирование волны несколькими участниками с моментальной (посимвольной) рассылкой изменений всем участникам. Поддерживается выделение фрагментов волны в отдельную волну, отправка приватных сообщений участникам, быстрая вставка фотографий, видеоклипов и ссылок, интеграция с блогами, проверка и автоматическое исправление орфографии (чувствительное к контексту), мгновенный (в процессе его набора) автоматический перевод сообщений на 40 различных языков.
Волну нельзя удалить, её можно только переместить в «корзину» (trash).

### Настройка уведомлений
Чтобы настроить уведомления о новых сообщениях, волнах или изменениях, нужно в меню навигации выбрать пункт «inbox» → «выпадающее меню, скрытое за треугольным значком» → «notifications». После этого можно задать, с какой частотой будут приходить уведомления об изменениях в документах-волнах, в которых вы участвуете. По умолчанию установлено значение «I don’t need email notifications» (не присылать мне уведомления на электронную почту), что неудобно для активной работы.

### Добавление контактов
Чтобы добавить контакт в список контактов, вам необходимо в панели контактов нажать на «+» → ввести e-mail искомого контакта (при этом человек, чей e-mail вы вводите, должен быть зарегистрированным в Google Wave либо имея учетную запись Google, хотя бы раз в войти в Google Wave) → нажать кнопку (Добавление контакта). Известна проблема, что даже при корректном вводе e-mail'а искомого контакта кнопка «submit» не загорается. В этом случае следует перезагрузить страницу и повторить попытку.

### Совместное редактирование
Участники любой волны могут иметь 2 статуса: «full access» или «read only» («полный доступ» или «только чтение»). Статус задает инициатор волны для любого другого участника волны. Важно отметить одну особенность: можно выбрать статус для робота «Public», который делает волну доступной для всех пользователей (вне зависимости, находятся они в вашем контакт-листе или нет) — таким образом можно сделать волну либо редактируемой любым желающим, либо просматриваемой любым желающим.

## Расширение и использование
Функциональность Google Wave можно было расширить с помощью размещаемых на страницах гаджетов, работающих на серверах Google роботов и с помощью аналогичного Google Maps встраивания. Причём рассматривается возможность как бесплатного, так и платного распространения приложений-гаджетов.

## Особенности
Google Wave использовала технологии, предоставленные возможностями HTML 5. Некоторые функции были доступны только после установки Google Gears.
Технология Google Wave подразумевает открытость протоколов и программного обеспечения (под лицензией Apache Software License), что позволяет развёртывать собственные серверы Google Wave как подключенные и синхронизируемые, так и не подключенные к серверам Google. Во втором случае сообщения между пользователями локальной инсталляции не будут передаваться во внешнюю сеть.
Платформа Google Wave интегрирована с другими разработками Google, например, поиск, карты, видео и со сторонними проектами, например, Twitter. На момент написания статьи было известно, что поддержку Google Wave получат некоторые продукты Novell.
Подтверждена возможность полной интеграции работы со всеми данными пользователя, хранящимися на серверах Google через единый интерфейс посредством API Google Wave.

## Название
Название было навеяно сериалом «Светлячок», в котором «волна» — электронная коммуникация (часто с видеозвонком или видеосообщением). Было замечено, что на презентации для разработчиков Google I/O Ларс Расмуссен отвечал на некоторые фразы словом «блестяще» (англ. shiny), то есть использовал слово, обычно применяемое в этом сериале в смысле «здорово». В качестве сообщения об отказе системы в Google Wave использована популярная цитата из сериала — «Будь проклято ваше внезапное, но неизбежное предательство!». Развитие Google Wave, как и развитие сериала, было внезапно прервано создателями.

## Клиенты
Основным клиентом для Google Wave является браузер. Однако технология позволяет создавать и независимые специализированные приложения-клиенты. Например, существуют приложения для Apple iPhone и MacOS — Waveboard и Windows — Waver.

## Apache Wave
Apache Wave это программная среда для совместного редактирования в режиме реального времени. Изначально Google развивал её как Google Wave («Волну»). О «Волне» впервые заявили на конференции Google I/O 27 мая 2009 года. «Волна» была представлена как веб-приложение и протокол передачи данных, целью которого было объединение коммуникационных медиа, таких как имейл, система мгновенного обмена сообщениями, вики-системы, и социальной сети. Коммуникации могли быть как синхронными, так и асинхронными. Различные расширения обеспечивали грамматическую и орфографическую проверку, автоматический перевод и многое другое.
Изначально Google Wave была представлена сугубо разработчикам, предварительный выпуск набрал 100 000 пользователей в сентябре 2009 года, и каждый из них имел возможность приглашать дополнительных пользователей. Google принял большинство подтвержденных запросов, начиная с 29 ноября 2009 вскоре после сентябрьского расширенного предварительного релиза. И уже 19 мая 2010 «Волну» представили широкой общественности.
4 августа 2010 г. Google заявил о приостановке развития «Волны» и о намерении поддерживать сайт до конца года, 22 ноября 2010 г. было объявлено о том, что с января 2012 г. «Волна» будет доступна только для чтения , а в апреле 2012 полностью прекратит своё существование. Все разработки были переданы Apache Software Foundation, которые и начали развивать серверный продукт, названный Wave in a Box.

### Федеративный протокол
Google Wave обеспечивает федеративность, используя расширение XMPP — открытый федеративный протокол Wave («Волна»). Так как Волна является открытым протоколом, любой может использовать, чтобы создать систему и стать её провайдером. Применение открытого протокола подразумевает параллельную открытость и простоту использования имейл протокола и, как и имейл, позволяет осуществлять коммуникацию не зависимо от провайдера. Гугл надеялся, что «волны» заменят электронную почту как доминирующее средство общения в интернете, поэтому коропорация также планировала стать одним из многих провайдеров волн, а также стать дополнением к электронной почте, системе мгновенных сообщений, FTP и т.д.
Ключевой характеристикой протокола является то, что волны хранятся на сервере провайдера, а не пересылаются от одного пользователя к другому. Волны объединены, копии волн и вейвлет (Гугл для Волны использовал следующую иерархию: wave — волна, wavelet — рябь/волна, которые принадлежали волне (wave) и blip — всплеск, который в свою очередь принадлежал вейвлету (wavelet) раздаются провайдером инициирующего пользователя провайдерам остальных участников определенной волны или wavelet, что обеспечивает мгновенный доступ к актуальному содержанию. Инициирующий сервер несет ответственность за хостинг, обработку и контроль согласованности волн. Протокол также допускает возможность приватных ответов в основных (родительских) волнах, и остальные участники не имеют к ним доступа или даже не осведомлены об их наличии.
Безопасность коммуникации обеспечивается протоколом безопасности аутентификацией на транспортном уровне (TLS) и зашифрованными соединениями, вейвлеты идентифицируются через доменное имя провайдера и строковые идентификаторы.. Данные пользователя не объединяются, то есть не передаются другому провайдеру.

### Применение Протокола Волна и Федеративный Протокол
Помимо Apache Wave существуют другие серверы и клиенты с открытым кодом с разным процентом поддержки протокола Волна и Федеративной Волны. Волну применяли для корпоративных приложений Novell для Novell Pulse, системы компании SAP, для Cloudwave и общественных проектов, таких как PyOfWave или Kune.
Следующие серверы совместимы с протоколом Google Wave:
- Kune[30] это бесплатная платформа с открытым кодом для социального сетевого взаимодействия, совместной работы и публикаций в сети, они в большей степени нацелены на работу в группе или организации. В их распоряжении есть списки, задачи, документы, галереи и так далее, и все это на базе волны.
- Novell Vibe ранее известный как Novell Pulse[31].
- PyOfWave в прошлом известный как PyGoWave. Это действующий проект с открытым кодом, который работает над созданием простого кастомизируемого/настраиваемого и независимого сервера на базе Wave-протокола и клиента, написанного при помощи технологий Python, JavaScript и последнего HTML5[32].
- Rizzoma[33]— это платформа (с частично открытым кодом) для совместной работы в режиме настоящего времени. Общение в ней проходит в определенном контексте — топике, дискуссия проходит в разных ветках и в дальнейшем может быть свернута для более общего восприятия. Топик может быть представлен как в виде текста, так и в виде диаграммы mindmap. Пользователь может авторизоваться через свой Facebook или Google аккаунт, а также выбирать статус создаваемого топика — публичный или приватный.
- SAP StreamWork сервис для принятия совместных решений[34][35].